# Demografía de Cataluña
Con una población estimada de siete millones y medio de habitantes (2019), Cataluña es la segunda comunidad autónoma más poblada de España. Su capital es la ciudad de Barcelona, que con 1,6 millones de habitantes (2011) es la segunda ciudad más poblada de España (tras Madrid) y la décima de la Unión Europea. Su área metropolitana está formada por 36 municipios con una población de 3,2 millones de personas (2014). La región urbana de Barcelona, que incluye el área de influencia de la ciudad, tiene una población estimada de 4,9 millones (2019). La población residente en ciudades de más de 100 000 habitantes asciende a 3,2 millones (2019). En definitiva, es una región bastante urbanizada y con su población concentrada en una extensa área alrededor de la capital.
| Barcelona    | 1 655 956 |
| Hospitalet   | 276 617   |
| Badalona     | 225 301   |
| Tarrasa      | 225 274   |
| Sabadell     | 217 968   |
| Lérida       | 142 990   |
| Tarragona    | 138 326   |
| Mataró       | 129 613   |
| Santa Coloma | 119 195   |
| Reus         | 108 535   |
| Gerona       | 104 038   |

Según el Instituto Nacional de Estadística, en la revisión del padrón municipal efectuada a 1 de enero de 2019, la población de Cataluña ascendía a 7 675 217 habitantes, lo que representa el 16,30 % del total de la de España, siendo la segunda región más poblada, por detrás de Andalucía (8 427 404) y por delante de Madrid (6 641 648). La población residente ascendía a 7 566 430 habitantes, de los cuales 1 016 004 no tenían la nacionalidad española; es decir, el 13,43% del total. Los nacidos fueran de España eran 1 331 384 (17,60% del total). Por grupos de países, la comunidad más numerosa por su lugar de nacimiento es la de origen latinoamericano (562 693 personas) seguida de las procedentes de Europa (338 175) y África (264 965).

## Evolución de la población catalana
A partir de 1976, después de un período expansivo entre los años 1950 y 1975, con elevados volúmenes de inmigración y elevadas tasas de natalidad, se redujo drásticamente la inmigración neta, hasta llegar a mostrar un saldo migratorio negativo entre 1981 y 1986, al mismo tiempo que la tasa de natalidad y, por tanto, el crecimiento vegetativo, disminuían gradualmente. A partir de 1986 se registró el inicio de una cierta recuperación y se volvió a observar una entrada neta de población, si bien con algunos altibajos hasta finales de los años 1990.
Es con el nuevo siglo y la llegada de inmigrantes procedentes sobre todo de América del Sur, Europa del Este y el Magreb que el saldo migratorio se dispara. Durante el periodo 1998-2007,  el aumento de población es del 17 % (1 062 898 habitantes).

## Capitales de provincia
Población de las capitales de provincia catalanas, a 1 de enero de 2023:
- Barcelona - 1 655 956 [1]
- Lérida - 142 990 [2]
- Tarragona - 138 326 [3]
- Gerona - 104 038 [4]

## Principales ciudades
| 1  | Barcelona                | Barcelonés - Barcelona        | 1 655 956 hab. | 11 | Gerona                    | Gironés - Gerona              | 104 038 hab. |
| 2  | Hospitalet de Llobregat  | Barcelonés - Barcelona        | 276 617 hab.   | 12 | San Cugat del Vallés      | Vallés Occidental - Barcelona | 97 579 hab.  |
| 3  | Tarrasa                  | Vallés Occidental - Barcelona | 225 274 hab.   | 13 | Cornellá de Llobregat     | Bajo Llobregat - Barcelona    | 90 076 hab.  |
| 4  | Badalona                 | Barcelonés - Barcelona        | 224 301 hab.   | 14 | San Baudilio de Llobregat | Bajo Llobregat - Barcelona    | 83 667 hab.  |
| 5  | Sabadell                 | Vallés Occidental - Barcelona | 217 968 hab.   | 15 | Rubí                      | Vallés Occidental - Barcelona | 80 037 hab.  |
| 6  | Lérida                   | Segriá - Lérida               | 142 990 hab.   | 16 | Manresa                   | Bages - Barcelona             | 78 570 hab.  |
| 7  | Tarragona                | Tarragonés - Tarragona        | 138 326 hab.   | 17 | Villanueva y Geltrú       | Garraf - Barcelona            | 68 768 hab.  |
| 8  | Mataró                   | Maresme - Barcelona           | 129 613 hab.   | 18 | Castelldefels             | Bajo Llobregat - Barcelona    | 68 327 hab.  |
| 9  | Santa Coloma de Gramanet | Barcelonés - Barcelona        | 119 195 hab.   | 19 | Viladecans                | Bajo Llobregat - Barcelona    | 66 615 hab.  |
| 10 | Reus                     | Bajo Campo - Tarragona        | 108 535 hab.   | 20 | El Prat de Llobregat      | Bajo Llobregat - Barcelona    | 65 409 hab.  |

## Provincia de Barcelona

Densidad de población de Cataluña por comarcas (2005).

- Total de la provincia de Barcelona (2023)[5]: 5 879 198 
  - Representa el 73,43 % de la población de Cataluña
  - Representa el 12,22 % de la población de España
- Principal área metropolitana (2021)[6]: 
  - Área metropolitana de Barcelona - 3 303 927
- Municipios con más de 20 000 habitantes (2011):

| - - Barcelona - 1 655 956 - Hospitalet de Llobregat - 276 617 - Tarrasa - 225 274 - Badalona - 224 301 - Sabadell - 217 168 - Mataró - 129 613 - Santa Coloma de Gramanet - 119 195 - San Cugat del Vallés - 97 579 - Cornellá de Llobregat - 90 076 - San Baudilio de Llobregat - 83 667 - Rubí - 80 034 |  | - - Manresa - 78 570 - Villanueva y Geltrú - 68 768 - Castelldefels - 68 327 - Viladecans - 66 615 - El Prat de Llobregat - 65 409 - Granollers - 62 950 - Sardañola del Vallés - 57 752 - Mollet del Vallés - 51 692 - Vich - 48 235 - Esplugas de Llobregat - 46 968 - Gavá - 47 498 |  | - - San Feliú de Llobregat - 45 956 - Igualada - 41 282 - Villafranca del Panadés - 40 596 - Ripollet - 39 189 - San Adrián de Besós - 37 906 - Moncada y Reixach - 36 823 - San Juan Despí - 34 552 - Barberá del Vallés - 33 353 - San Pedro de Ribas - 31 702 - Sitges - 32 082 - Premiá de Mar - 28 702 |  | - - San Vicente dels Horts - 28 137 - Martorell - 27 457 - San Andrés de la Barca - 27 094 - Pineda de Mar - 26 040 - Santa Perpetua de Moguda - 25 331 - Molins de Rey - 24 572 - Olesa de Montserrat - 23 924 - Castellar del Vallés - 23 238 - El Masnou - 22 523 - Esparraguera - 21 986 - Manlleu - 20 445 |

## Provincia de Tarragona
- Total de la provincia de Tarragona (2012): 813 287
  - Representa el 10,74 % de la población de Cataluña
  - Representa el 1,72 % de la población de España

- Hay 16 municipios con más de 10 000 habitantes (2011):
  - Tarragona - 134 085
  - Reus - 106 709
  - Vendrell - 36 453
  - Tortosa - 34 432
  - Cambrils - 33 008
  - Salou - 26 193
  - Valls - 25 016
  - Calafell - 24 984
  - Vilaseca - 21 839
  - Amposta - 21 445
  - Torredembarra - 15 461
  - San Carlos de la Rápita - 15 338
  - Cunit - 12 551
  - Montroig - 12 476
  - Deltebre - 12 302
  - Alcanar - 10 601

## Provincia de Gerona
- Total de la provincia de Gerona (2012): 760 722
  - Representa el 10,05 % de la población de Cataluña
  - Representa el 1,61 % de la población de España
- Hay 18 municipios con más de 10 000 habitantes (2011):
  - Gerona - 96 722
  - Figueras - 44 765
  - Lloret de Mar - 40 282
  - Blanes - 39 834
  - Olot - 33 725
  - Salt - 30 389
  - Palafrugell - 22 816
  - San Felíu de Guixols - 21 814
  - Rosas - 19 731
  - Bañolas - 19 159
  - Palamós - 17 918
  - Santa Coloma de Farnés - 12 305
  - Castellón de Ampurias - 11 885
  - Torroella de Montgrí - 11 385
  - Ripoll - 10 913
  - Calonge - 10 701
  - La Bisbal del Ampurdán - 10 453
  - Castillo de Aro - 10 420

## Provincia de Lérida
- Total de la provincia de Lérida (2012): 442 370
  - Representa el 5,84 % de la población de Cataluña
  - Representa el 0,94 % de la población de España
- Hay 5 municipios con más de 10 000 habitantes (2011):
  - Lérida - 138 416
  - Tárrega - 17 129
  - Balaguer - 16 887
  - Mollerusa - 14 705
  - Seo de Urgel - 13 009

## Evolución demográfica

### Gráfica de población 1990-2023
| Gráfica de evolución demográfica de Demografía de Cataluña entre 1990 y 2023 |
|                                                                              |

### Pirámide demográfica
| Ciudad                   | 1900        | 1910        | 1920        | 1930          | 1940          | 1950          | 1960          | 1970          | 1981          | 1990          | 2000          | 2009          |
| ------------------------ | ----------- | ----------- | ----------- | ------------- | ------------- | ------------- | ------------- | ------------- | ------------- | ------------- | ------------- | ------------- |
| Barcelona                | 544 137 (1) | 595 732 (1) | 721 869 (1) | 1 005 565 (1) | 1 081 175 (1) | 1 280 179 (1) | 1 557 863 (1) | 1 745 142 (1) | 1 754 900 (1) | 1 707 286 (1) | 1 496 266 (1) | 1 621 537 (1) |
| Hospitalet de Llobregat  | 4948 (9)    | 6905 (9)    | 12 360 (9)  | 37 650 (6)    | 51 249 (2)    | 71 580 (2)    | 122 813 (2)   | 241 978 (2)   | 294 033 (2)   | 276 198 (2)   | 241 782 (2)   | 257 038 (2)   |
| Tarrasa                  | 20 360 (6)  | 22 679 (6)  | 30 532 (4)  | 39 975 (4)    | 45 081(5)     | 58 880 (5)    | 92 234 (5)    | 138 697 (5)   | 155 360 (5)   | 161 682 (5)   | 171 794 (5)   | 210 941 (4)   |
| Sabadell                 | 23 294 (4)  | 28 125 (2)  | 37 529 (3)  | 45 607 (2)    | 47 831 (4)    | 59 494 (4)    | 105 152 (3)   | 159 408 (4)   | 184 943 (4)   | 192 142 (4)   | 183 727 (4)   | 206 493 (5)   |
| Badalona                 | 19 240 (8)  | 20 957 (7)  | 29 361(7)   | 44 291 (3)    | 48 284 (3)    | 61 654 (3)    | 92 257 (4)    | 162 888 (3)   | 227 744 (3)   | 225 207 (3)   | 208 944 (3)   | 219 547 (3)   |
| Tarragona                | 25 207 (3)  | 25 009 (4)  | 29 632 (6)  | 32 379 (7)    | 37 120 (7)    | 40 084 (7)    | 45 273 (7)    | 78 238 (8)    | 111 689 (7)   | 112 360 (7)   | 114 097 (7)   | 140 323 (6)   |
| Lérida                   | 21 432 (5)  | 24 531 (5)  | 38 165 (2)  | 38 868 (5)    | 41 464 (6)    | 52 849 (6)    | 63 850 (6)    | 90 884 (7)    | 109 573 (8)   | 111 825 (8)   | 112 194 (8)   | 135 919 (7)   |
| Mataró                   | 19 704 (7)  | 19 918 (8)  | 24 125 (8)  | 28 034 (9)    | 29 920(9)     | 31 642 (9)    | 41 128 (8)    | 73 129 (9)    | 96 467 (9)    | 101 882 (9)   | 104 659 (9)   | 121 722 (8)   |
| Santa Coloma de Gramanet | 1510 (10)   | 1869 (10)   | 2728 (10)   | 12 930 (10)   | 17 318 (10)   | 15 281 (10)   | 32 590 (10)   | 106 711 (6)   | 140 588 (6)   | 135 486 (6)   | 117 127 (6)   | 119 717 (9)   |
| Reus                     | 26 220 (2)  | 25 196 (3)  | 30 486 (5)  | 30 186 (8)    | 31 235 (8)    | 34 841 (8)    | 40 155 (9)    | 59 904 (10)   | 79 245 (10)   | 87 670 (10)   | 89 006 (10)   | 107 118 (10)  |

## Distribución de la población

### Franja costera catalana
|                    | Población | Extensión | Densidad |
| R.U.P.             | 6 103 221 | 6005      | 1016     |
| Costa de Gerona    | 227 282   | 1684      | 135      |
| Costa de Tarragona | 153 755   | 1546      | 99       |
|                    | 6 484 258 | 9235      | 702      |

Cataluña es una comunidad autónoma con una extensión de 32 114 km², si bien el 90% de sus más de 7 millones de habitantes vive en menos de la tercera parte de su territorio; en 9235 km².
La franja costera es una región ampliamente urbanizada con diversas áreas metropolitanas y una alta densidad de población. Es una franja cuya amplitud varía en torno a los 20-30 km en las costas norte de Gerona y sur de Tarragona, y a los 30-50 km en la costa central de la región urbana.[cita requerida]

#### Ciudades importantes
| Ciudad   | Comarca/provincia    | Habitantes | hab/km² | Distancia a Barcelona |
| -------- | -------------------- | ---------- | ------- | --------------------- |
| Figueras | Alto Ampurdán/Gerona | 41 115     | 2164    | 135 km                |
| Tortosa  | Bajo Ebro/Tarragona  | 34 832     | 158     | 178 km                |
| Olot     | La Garrocha/Gerona   | 32 337     | 1078    | 107 km                |

#### Municipios
| Albons                      | 625 hab.    | 11 km²  |
| La Armentera                | 783 hab.    | 6 km²   |
| Aviñonet de Puig Ventós     | 1361 hab.   | 12 km²  |
| Bañolas                     | 17 451 hab. | 11 km²  |
| Báscara                     | 915 hab.    | 17 km²  |
| Bellcaire                   | 651 hab.    | 13 km²  |
| La Bisbal del Ampurdán      | 9593 hab.   | 16 km²  |
| Bordils                     | 1625 hab.   | 7 km²   |
| Borrassà                    | 613 hab.    | 9 km²   |
| Cabanas                     | 916 hab.    | 15 km²  |
| Cadaqués                    | 2806 hab.   | 27 km²  |
| Camós                       | 698 hab.    | 15 km²  |
| Castellón de Ampurias       | 10 629 hab. | 42 km²  |
| Cerviá de Ter               | 850 hab.    | 10 km²  |
| Colera                      | 592 hab.    | 24 km²  |
| Colomés                     | 203 hab.    | 4 km²   |
| Corsá                       | 1255 hab.   | 16 km²  |
| Cornellá del Terri          | 2106 hab.   | 28 km²  |
| Crespiá                     | 247 hab.    | 11 km²  |
| Cruïlles                    | 1291 hab.   | 100 km² |
| La Escala                   | 9330 hab.   | 16 km²  |
| Esponellá                   | 441 hab.    | 16 km²  |
| Alfar                       | 510 hab.    | 9 km²   |
| Figueras                    | 41 115 hab. | 19 km²  |
| Fontanillas                 | 163 hab.    | 9 km²   |
| Fontcuberta                 | 1212 hab.   | 17 km²  |
| Forallac                    | 1736 hab.   | 50 km²  |
| Fortiá                      | 605 hab.    | 11 km²  |
| Garrigás                    | 355 hab.    | 20 km²  |
| Garrigolas                  | 166 hab.    | 9 km²   |
| Garriguella                 | 795 hab.    | 21 km²  |
| Gualta                      | 349 hab.    | 9 km²   |
| Jafre                       | 403 hab.    | 7 km²   |
| Juyá                        | 297 hab.    |         |
| Llansá                      | 4862 hab.   | 28 km²  |
| Llers                       | 1144 hab.   | 21 km²  |
| Madremaña                   | 219 hab.    | 14 km²  |
| Mieras                      | 320 hab.    | 26 km²  |
| Navata                      | 1023 hab.   | 19 km²  |
| Olot                        | 32 337 hab. | 30 km²  |
| Ordis                       | 366 hab.    | 8 km²   |
| Palau de Santa Eulalia      | 95 hab.     | 9 km²   |
| Palau Sator                 | 289 hab.    | 12 km²  |
| Palau Sabardera             | 1300 hab.   | 17 km²  |
| Palol de Rebardit           | 459 hab.    | 18 km²  |
| Pals                        | 2540 hab.   | 26 km²  |
| Parlabá                     | 380 hab.    | 6 km²   |
| Pau                         | 568 hab.    | 10 km²  |
| Pedret y Marsá              | 172 hab.    | 9 km²   |
| La Pera                     | 426 hab.    | 12 km²  |
| Perelada                    | 1693 hab.   | 47 km²  |
| Pont de Molins              | 440 hab.    | 9 km²   |
| Pontós                      | 201 hab.    | 14 km²  |
| Porqueras                   | 4208 hab.   | 34 km²  |
| Puerto de la Selva          | 947 hab.    | 42 km²  |
| Portbou                     | 1307 hab.   | 9 km²   |
| Las Presas                  | 1686 hab.   | 10 km²  |
| Regencós                    | 326 hab.    | 6 km²   |
| Riumors                     | 189 hab.    | 6 km²   |
| Rosas                       | 18 139 hab. | 46 km²  |
| Rupiá                       | 223 hab.    | 5 km²   |
| San Juan de Mollet          | 513 hab.    | 3 km²   |
| San Juan les Fonts          | 2697 hab.   | 32 km²  |
| San Jordi Desvalls          | 622 hab.    | 12 km²  |
| San Martivell               | 232 hab.    | 17 km²  |
| San Miguel de Campmajor     | 218 hab.    | 33 km²  |
| San Miguel de Fluviá        | 710 hab.    | 4 km²   |
| San Mori                    | 163 hab.    | 7 km²   |
| San Pedro Pescador          | 1878 hab.   | 18 km²  |
| Santa Pau                   | 1567 hab.   | 49 km²  |
| Saus, Camallera i Llampaies | 760 hab.    | 12 km²  |
| La Selva de Mar             | 216 hab.    | 7 km²   |
| Seriñá                      | 1084 hab.   | 17 km²  |
| Serra de Daró               | 190 hab.    | 8 km²   |
| Ciurana                     | 205 hab.    | 11 km²  |
| La Tallada                  | 395 hab.    | 17 km²  |
| Torrent                     | 191 hab.    | 8 km²   |
| Torroella de Fluviá         | 556 hab.    | 17 km²  |
| Torroella de Montgrí        | 10 924 hab. | 65 km²  |
| Ullà                        | 1019 hab.   | 7 km²   |
| Ullastret                   | 218 hab.    | 11 km²  |
| Ultramort                   | 196 hab.    | 4 km²   |
| Ventalló                    | 725 hab.    | 26 km²  |
| Verges                      | 1175 hab.   | 9 km²   |
| Vilabertran                 | 844 hab.    | 2 km²   |
| Viladamat                   | 440 hab.    | 11 km²  |
| Viladasens                  | 200 hab.    | 16 km²  |
| Vilademuls                  | 769 hab.    | 62 km²  |
| Vilafan                     | 5193 hab.   | 8 km²   |
| Vilajuiga                   | 1117 hab.   | 13 km²  |
| Vilamacolum                 | 293 hab.    | 6 km²   |
| Vilamalla                   | 1106 hab.   | 9 km²   |
| Vilanant                    | 328 hab.    | 17 km²  |
| Vilasacra                   | 508 hab.    | 6 km²   |
| Vilahur                     | 142 hab.    | 6 km²   |
| Vilopriu                    | 187 hab.    | 17 km²  |

| Alcanar                 | 9969 hab.   | 47 km²  |
| La Aldea                | 3927 hab.   | 36 km²  |
| La Ametlla de Mar       | 7071 hab.   | 67 km²  |
| La Ampolla              | 2662 hab.   | 34 km²  |
| Amposta                 | 19 805 hab. | 138 km² |
| Camarles                | 3479 hab.   | 30 km²  |
| Colldejou               | 187 hab.    | 14 km²  |
| Deltebre                | 11 063 hab. | 97 km²  |
| Freginals               | 451 hab.    | 17 km²  |
| La Galera               | 852 hab.    | 27 km²  |
| Godall                  | 817 hab.    | 34 km²  |
| Masdenverge             | 1098 hab.   | 15 km²  |
| Montbrió de Tarragona   | 1917 hab.   | 11 km²  |
| Montroig                | 10 292      | 64 km²  |
| Perelló                 | 2895 hab.   | 100 km² |
| Pratdip                 | 760 hab.    | 36 km²  |
| Roquetas                | 7689 hab.   | 136 km² |
| San Carlos de la Rápita | 14 262 hab. | 51 km²  |
| San Jaime de Enveija    | 3434 hab.   | 61 km²  |
| Santa Bárbara           | 3805 hab.   | 28 km²  |
| Tortosa                 | 34 832 hab. | 220 km² |
| Ulldecona               | 6566 hab.   | 127 km² |
| Vandellós               | 5420 hab.   | 103 km² |
| Vilanova de Escornalbou | 502 hab.    | 17 km²  |

### La Cataluña interior
| Provincia | Población | Extensión | Densidad |
| --------- | --------- | --------- | -------- |
| Lérida    | 414 015   | 12 172    | 34       |
| Barcelona | 109 193   | 3665      | 30       |
| Gerona    | 87 080    | 2975      | 29       |
| Tarragona | 115 962   | 3950      | 29       |
|           | 726 250   | 22 762    | 32       |

El resto del territorio catalán muestra una densidad demográfica muy baja y uniforme: 32 hab/km². La provincia de Lérida apenas supera los 34 hab/km². De la misma forma, los territorios interiores de las otras tres provincias muestran unos niveles similares. Solo la ciudad de Lérida y su área de influencia (~175 000 habitantes) rompe ese perfil demográfico.

#### Ciudades importantes
| Ciudad | Comarca | Habitantes | hab/km² | Distancia a Barcelona |
| ------ | ------- | ---------- | ------- | --------------------- |
| Lérida | Segriá  | 137 387    | 622     | 155 km                |